# كوتش (باقران)
كوتش (بالفارسية: کوچ) هي مستوطنة تقع في إيران في قسم باقران الريفي. يقدر عدد سكانها بـ 104 نسمة .